# Kaibutsu
Kaibutsu (怪物; Engels: Monster) is een Japanse film uit 2023, geregisseerd door Hirokazu Kore-eda, naar een scenario van Yuji Sakamoto.
De film was het laatste werk van componist Ryuichi Sakamoto, die twee maanden voor het uitkomen van de film overleed.

## Verhaal
Saori Mugino is een alleenstaande moeder met een zoon. Als haar zoontje Minato zich vreemd begint te gedragen, voelt ze dat er iets mis is. Ze ontdekt dat haar zoon wordt gepest en dat hiervoor docent Hori verantwoordelijk is. Ze gaat naar de school om deze hiermee te confronteren, maar loopt vast op een kille situatie.
In het tweede deel wordt de film vanuit het perspectief van docent Hori verteld. Hij komt erachter dat Yori Hoshikawa wordt gepest en dat zijn klasgenootje Minato de boosdoener is. Na het oudergesprek met moeder Saori wordt hij gedwongen ontslagen, maar keert terug om samen met Saori tijdens een zware storm op zoek te gaan naar Minato.
Het derde deel van de film wordt verteld vanuit Minato's perspectief. Zijn klasgenootje Yori wordt steeds gepest door andere kinderen, maar Minato sluit vriendschap met hem. De twee jongens groeien buiten schooltijd naar elkaar toe. Minato realiseert zich dat zijn gevoelens voor Yori langzaam meer worden. Tijdens de zware storm schuilen ze samen in een verlaten treinwagon. Na de storm kruipen ze onder de wagon uit om zich af te vragen of ze nu herboren zijn.

## Rolverdeling
| Acteur           | Personage                       |
| ---------------- | ------------------------------- |
| Sakura Ando      | Saori Mugino                    |
| Soya Kurokawa    | Minato Mugino                   |
| Eita Nagayama    | Michitoshi Hori, leraar         |
| Hinata Hiiragi   | Yori Hoshikawa                  |
| Shido Nakamura   | Kiyotaka Hoshikawa              |
| Mitsuki Takahata | Hirona Suzumura                 |
| Yuko Tanaka      | Makiko Fushimi, schooldirecteur |

## Productie
Voor Hirokazu Kore-eda is dit de eerste Japanstalige film die hij regisseerde sinds het internationale succes van Shoplifters (2018), die de Gouden Palm won op het Filmfestival van Cannes 2018 en werd genomineerd voor de Oscar voor beste internationale film tijdens de 91ste Oscaruitreiking. Tussendoor draaide hij twee speelfilms: het Engels-Franstalige La Vérité (2019) en het Koreaanstalige Broker (2022). Voor het eerst sinds zijn speelfilmdebuut Maboroshi (1995) was Kore-eda niet verantwoordelijk voor het scenario. Het script werd geschreven door de succesvolle Japanse televisieschrijver Yuji Sakamoto.

## Release en ontvangst
Kaibutsu ging op 17 mei 2023 in première in de officiële competitie van het Filmfestival van Cannes en won zowel de Queer Palm als de prijs voor beste scenario. De film kreeg positieve kritieken van de filmcritici, met een score van 100% op Rotten Tomatoes, gebaseerd op 33 beoordelingen.

## Prijzen en nominaties
De belangrijkste:
| Jaar | Prijs                   | Categorie      | Genomineerde(n)   | Uitslag     |
| ---- | ----------------------- | -------------- | ----------------- | ----------- |
| 2023 | Filmfestival van Cannes | Gouden Palm    | Hirokazu Kore-eda | Genomineerd |
| 2023 | Filmfestival van Cannes | Queer Palm     | Hirokazu Kore-eda | Gewonnen    |
| 2023 | Filmfestival van Cannes | Beste scenario | Sakamoto Yuji     | Gewonnen    |